# Бурхард I фон Гозек
Бурхард I фон Гозек (на немски: Burchard I von Goseck, * 960, † сл. 3 ноември 1017) от фамилията Гозек от род Бурхардинги е от 991 г. граф в Хасегау, от 1003 г. пфалцграф на Саксония, от 1004 г. граф на Мерзебург и от 1012 г. императорски фогт.

## Биография
Той е син на граф Бурхард IV в Хасегау († 982) и Емма фон Мерзебург (* 942), дъщеря вер. на граф Зигфрид в Хасегау (961 – 980). Неговият братовчед е маркграф Дедо I фон Ветин. Той е много почитан от император Хайнрих II и е особено против могъщите маркграфове на Майсен.
През 1004 г. Бурхард наследява графските права за Мерзебург от зет си Езико фон Мерзебург. През 1009 г. се застъпва Вернер фон Валбек да запази маркграфството си.
През 1015 г. той участва в поход против Полша. Около 10 февруари 1016 г. след буря той получава мозъчен удар.

## Фамилия
Бурхард I се жени за Ода от Мерзебург (* 970, † 1045), дъщеря и наследничка на пфалцграф Зигфрид II. Те имат децата:
- Зигфрид († 15 април 1038), 1017 – 1038 пфалцграф на Саксония
- Фридрих I († 1042), 1038 – 1042 пфалцграф на Саксония
- Бруно (* ок. 1000, † 10 февруари 1055), от 1037 епископ на Минден